# Hadra (gromada)
Hadra – dawna gromada, czyli najmniejsza jednostka podziału terytorialnego Polskiej Rzeczypospolitej Ludowej w latach 1954–1972.
Gromady, z gromadzkimi radami narodowymi (GRN) jako organami władzy najniższego stopnia na wsi, funkcjonowały od reformy reorganizującej administrację wiejską przeprowadzonej jesienią 1954 do momentu ich zniesienia z dniem 1 stycznia 1973, tym samym wypierając organizację gminną w latach 1954–1972.
Gromadę Hadra z siedzibą GRN w Hadrze utworzono – jako jedną z 8759 gromad na obszarze Polski – w powiecie lublinieckim w woj. stalinogrodzkim, na mocy uchwały nr 20/54 WRN w Stalinogrodzie z dnia 5 października 1954. W skład jednostki wszedł obszar dotychczasowej gromady Hadra ze zniesionej gminy Lisów, obszar dotychczasowej gromady Droniowice ze zniesionej gminy Sadów oraz obszar dotychczasowej gromady Cieszowa (z wyłączeniem kolonii Rzyce) ze zniesionej gminy Koszęcin w tymże powiecie. Dla gromady ustalono 13 członków gromadzkiej rady narodowej.
20 grudnia 1956 województwo stalinogrodzkie przemianowano (z powrotem) na katowickie.
1 stycznia 1969 gromadę zniesiono, a jej obszar włączono do gromady Lisów w tymże powiecie.